# Mestaruussarja 1983
La Mestaruussarja 1983 fu la settantaquattresima edizione della massima serie del campionato finlandese di calcio, la cinquantatreesima come Mestaruussarja. Il campionato, con il formato a doppia fase, venne vinto dall'Ilves.

## Squadre partecipanti
| Club         | Città       | Stagione 1982                                                 |
| ------------ | ----------- | ------------------------------------------------------------- |
| Haka         | Valkeakoski | 3º posto in Mestaruussarja                                    |
| HJK          | Helsinki    | 2º posto in Mestaruussarja                                    |
| Ilves        | Tampere     | 7º posto in Mestaruussarja                                    |
| Koparit      | Kuopio      | 5º posto in Mestaruussarja                                    |
| KPV          | Kokkola     | 6º posto in Mestaruussarja                                    |
| KTP          | Kotka       | 3º posto nella fase per la salvezza                           |
| KuPS         | Kuopio      | 8º posto in Mestaruussarja                                    |
| Kuusysi      | Lahti       | Campione di Finlandia                                         |
| OPS          | Oulu        | 4º posto nella fase per la salvezza                           |
| Reipas Lahti | Lahti       | 2º posto nella fase per la salvezza, 1º posto in I divisioona |
| RoPS         | Rovaniemi   | 1º posto nella fase per la salvezza, 2º posto in I divisioona |
| TPS          | Turku       | 4º posto in Mestaruussarja                                    |

## Prima fase

### Classifica finale
|  | Pos. | Squadra      | Pt | G  | V  | N | P  | GF | GS | DR  |
|  | ---- | ------------ | -- | -- | -- | - | -- | -- | -- | --- |
|  | 1.   | TPS          | 32 | 22 | 13 | 6 | 3  | 51 | 23 | +28 |
|  | 2.   | Ilves        | 29 | 22 | 12 | 5 | 5  | 49 | 28 | +21 |
|  | 3.   | Haka         | 29 | 22 | 12 | 5 | 5  | 43 | 24 | +19 |
|  | 4.   | Kuusysi      | 28 | 22 | 11 | 6 | 5  | 42 | 21 | +21 |
|  | 5.   | HJK          | 28 | 22 | 10 | 8 | 4  | 42 | 28 | +14 |
|  | 6.   | RoPS         | 24 | 22 | 9  | 6 | 7  | 28 | 37 | -9  |
|  | 7.   | KPV          | 23 | 22 | 8  | 7 | 7  | 26 | 31 | -5  |
|  | 8.   | Koparit      | 21 | 22 | 7  | 7 | 8  | 38 | 31 | +7  |
|  | 9.   | KuPS         | 18 | 22 | 7  | 4 | 11 | 27 | 31 | -4  |
|  | 10.  | OPS          | 17 | 22 | 7  | 3 | 12 | 37 | 53 | -16 |
|  | 11.  | Reipas Lahti | 10 | 22 | 3  | 4 | 15 | 19 | 43 | -24 |
|  | 12.  | KTP          | 5  | 22 | 1  | 3 | 18 | 16 | 68 | -52 |

Legenda:
      Ammesse alla fase per il titolo
      Ammesse alla fase per la salvezza
Note:
Due punti a vittoria, uno a pareggio, zero a sconfitta.

## Seconda fase

### Fase per il titolo
Nella fase per il titolo le squadre portavano la metà dei punti conquistati al termine della prima fase (arrotondati per eccesso nel caso di punteggio dispari).

#### Classifica finale
|  | Pos. | Squadra | Pt | G  | V  | N  | P  | GF | GS | DR  |
|  | ---- | ------- | -- | -- | -- | -- | -- | -- | -- | --- |
|  | 1.   | Ilves   | 27 | 29 | 17 | 7  | 5  | 63 | 32 | +31 |
|  | 2.   | HJK     | 25 | 29 | 15 | 9  | 5  | 61 | 37 | +24 |
|  | 3.   | Haka    | 25 | 29 | 17 | 5  | 7  | 59 | 36 | +23 |
|  | 4.   | TPS     | 24 | 29 | 16 | 8  | 5  | 64 | 32 | +32 |
|  | 5.   | Kuusysi | 19 | 29 | 13 | 7  | 9  | 54 | 37 | +17 |
|  | 6.   | KPV     | 16 | 29 | 8  | 11 | 10 | 32 | 44 | -12 |
|  | 7.   | Koparit | 15 | 29 | 8  | 9  | 12 | 46 | 48 | -2  |
|  | 8.   | RoPS    | 14 | 29 | 9  | 8  | 12 | 36 | 53 | -17 |

Legenda:
      Campione di Finlandia e ammessa alla Coppa dei Campioni 1984-1985
      Vincitore della Suomen Cup 1983 e ammessa in Coppa delle Coppe 1984-1985
      Ammessa in Coppa UEFA 1984-1985
Note:
Due punti a vittoria, uno a pareggio, zero a sconfitta.

### Fase per la salvezza
Alla fase per la salvezza accedevano le squadre classificatesi dal nono al dodicesimo posto della prima fase e le prime quattro classificate nella I divisioona. Le squadre partivano con dei punti di bonus in base al piazzamento raggiunto nella prima fase.

#### Classifica finale
|  | Pos. | Squadra      | Pt | G | V | N | P | GF | GS | DR  |
|  | ---- | ------------ | -- | - | - | - | - | -- | -- | --- |
|  | 1.   | KuPS         | 16 | 7 | 6 | 0 | 1 | 19 | 5  | +14 |
|  | 2.   | MP           | 14 | 7 | 5 | 0 | 2 | 24 | 7  | +17 |
|  | 3.   | KePS         | 13 | 7 | 5 | 1 | 1 | 16 | 7  | +9  |
|  | 4.   | PPT          | 11 | 7 | 3 | 2 | 2 | 22 | 17 | +5  |
|  | 5.   | Jaro         | 9  | 7 | 4 | 0 | 3 | 23 | 19 | +4  |
|  | 6.   | OPS          | 7  | 7 | 2 | 0 | 5 | 17 | 23 | -6  |
|  | 7.   | Reipas Lahti | 5  | 7 | 1 | 1 | 5 | 14 | 17 | -3  |
|  | 8.   | KTP          | 1  | 7 | 0 | 0 | 7 | 5  | 45 | -40 |

Legenda:
      Ammesse in Mestaruussarja
      Ammesse in I divisioona
Note:
Due punti a vittoria, uno a pareggio, zero a sconfitta.
Punti di bonus:
KuPS e MP: 4 punti
OPS e PPT: 3 punti
Reipas Lahti e KePS: 2 punti
KTP e Jaro: 1 punto